# Сары-Бээ (Ошская область)
Сары-Бээ (кирг. Сары-Бээ) — село в Кара-Кульджинском районе Ошской области Кыргызстана. Административный центр Капчыгайского айылного аймака.

## География
Село расположено в северо-восточной части области, на правом берегу реки Тар, на расстоянии приблизительно 25 километров (по прямой) к востоко-юго-востоку от села Кара-Кульджа, административного центра района. Абсолютная высота — 1707 метров над уровнем моря.

## Население
Согласно оценочным данным Национального статистического комитета Кыргызской Республики, численность населения села на начало 2023 года составляла 1221 человек.
| год     | 2009 | 2014 | 2015 | 2020 | 2021 | 2023 |
| ------- | ---- | ---- | ---- | ---- | ---- | ---- |
| человек | 1056 | 1136 | 1162 | 1194 | 1206 | 1221 |